# La bestia umana (film)
La bestia umana (Human Desire) è un film del 1954 diretto da Fritz Lang.
È tratto anch'esso, come il film  L'angelo del male di Jean Renoir dal romanzo La bestia umana, omonimo al titolo italiano ma non al titolo originale inglese, di Émile Zola.

## Trama
Carl Buckley, un dirigente delle ferrovie, a causa di un litigio viene licenziato dal suo lavoro. 
Per riaverlo, convince sua moglie Vicki, bella e seducente, a fare una visita al potente Owens, un importante funzionario, affinché  interceda a suo favore.
La lunga assenza della donna induce Buckley  a  sospettare di un tradimento. Le estorce una confessione su una sua precedente relazione con Owens e la costringe a scrivergli una lettera in cui gli chiede un appuntamento sul treno per Chicago. Raggiunge poi i due nel vagone letto e accoltella a morte Owens; recupera la lettera compromettente di Vicky per ricattarla.
Il macchinista e veterano della guerra di Corea, Jeff Warren, in piedi nel corridoio, ha osservato Vicki nelle vicinanze dello scompartimento in cui è avvenuto il delitto, ma nell'aula del tribunale dove viene interrogato come testimone, già affascinato da Vicky, nega di aver visto qualcuno uscire da quello scompartimento.
I due iniziano una relazione che è difficile nascondere in una città così piccola. 
Vicki  tenta di convincere l'amante ad uccidere Carl, sempre ubriaco e violento, ma Jeff non è disposto a diventare un assassino e decide di troncare quel pericoloso legame; tuttavia ruba dalla tasca di Carl ubriaco la lettera incriminata e la consegna alla donna, liberandola dalla minaccia del ricatto.
Vicky, disperata per l'abbandono di Jeff, sul treno incontra Carl e in un violento scontro verbale  provoca volutamente la sua gelosia. Pazzo di rabbia, lui la strangola.

## Produzione
A Jerry Wald, il produttore, piaceva moltissimo il film di Renoir e propose al regista di rifarlo in chiave americana.
Ebbero delle difficoltà a trovare una compagnia ferroviaria disposta a concedere il permesso di girare il film perché trovavano che un film che raccontava un assassinio in un vagone letto era cattiva pubblicità. Lang trovò finalmente una compagnia canadese che concesse di girare il film. Purtroppo la troupe arrivò a dicembre in un periodo orribile per girare in esterni e a ridosso delle vacanze natalizie a cui nessuno voleva rinunciare.
La lavorazione durò 35 giorni. La prima del film si ebbe a New York il 6 agosto del 1954.

## Accoglienza

### Critica
Paolo Mereghetti
«Lang minimizza gli aspetti sociali della storia per farne il dramma di "una gelosia quasi ontologica" in cui l'assassinio (che ognuno dei protagonisti di questo perverso triangolo propone all'altro) è visto come lo strumento "con cui riconquistare l'altro legandolo alla propria colpevolezza"».
Stefano Socci:
«Il regista aggiunge al melodramma un pizzico di nero britannico ricavato da Rope, Nodo alla gola, 1948, di Hitchcock. L'appartamento dei Buckley è una gabbia con due cavie. "Gatto e topo, gatto e topo" sussurra uno dei protagonisti di Rope, e non è forse questa la partita crudele che marito e moglie giocano nel soffocante interno domestico? Quella griglia nella parete che nasconde il tesoro, la lettera, è anche il modo per indicare l'unica via d'uscita concessa agli sposi nemici: autodistruggersi».

## Confronto critico fra il film di Renoir e il film di Lang
François Truffaut:
«L'angelo del male di Jean Renoir è composto di lunghe sequenze e inquadrature molto brevi, mentre Human Desire è girato in brevi sequenze e lunghe inquadrature e così ha un ritmo completamente diverso… Human Desire possiede le qualità caratteristiche dei film di Lang. È un film solido e forte, un bellissimo blocco i cui margini taglienti seguono le regole classiche del montaggio, le immagini sono nette, brutali e ognuna ha la propria bellezza…Il raffronto fra le due opere è molto interessante poiché rivela come due dei massimi autori cinematografici, di fronte allo stesso argomento, divergano nel trattare il contenuto e la forma riuscendo entrambi a fare uno dei migliori film della propria carriera».
Andrew Sarris:
«Mentre L'angelo del male di Jean Renoir è la tragedia di un uomo già segnato dal destino, preso nel flusso della vita, il rifacimento di Lang Human Desire è l'incubo di un uomo pulito preso nei fili ingarbugliati del destino. Ciò che ricordiamo in Renoir sono i volti di Gabin, Simon e Ledoux. Ciò che ricordiamo in Lang sono i disegni geometrici dei treni, i binari e le angolazioni espressive. Come  Renoir sta per l'umanesimo, Lang sta per il determinismo. Come Renoir è preoccupato per la situazione dei suoi personaggi, Lang è ossessionato dalla struttura della trappola».

### Il treno
«Lang conferisce un'autenticità caratteristica all'ambiente ferroviario: infiniti viaggi lungo le rotaie, inquadrature delle carrozze dall'alto, ruote che girano e traducono la velocità in termini visivi. Il luccichio metallico delle rotaie nel buio del deposito ferroviario infonde un lirismo particolare alla storia d'amore tra Jeff e Vicky.[...] Lang usa l'idea, già di Zola, della velocità dei treni come simbolo di passioni sfrenate.»

### L'incipit
«I titoli di testa de La bête humaine e Human Desire stabiliscono immediatamente i termini di un'antitesi. Nella sequenza renoiriana le inquadrature dei binari non sono in realtà delle oggettive, lo sembrano soltanto: a ben guardare, esse si rivelano tutte delle soggettive più o meno nascoste e a determinarle sono gli sguardi di "servizio" dei due macchinisti che si sporgono dai fianchi della locomotiva.[...] La prima inquadratura del film di Lang, all'opposto, è una oggettiva dei binari, e molte altre ne seguono.[...] Il lungo incipit ferroviario del film di Lang è già una dichiarazione di poetica: non esiste forse immagine dell'età della tecnica che meglio della fuga parallela e infinita dei binari rivaleggi con le antiche metafore del Destino».

### Le scene di omicidio
L'omicidio di Owens:
Come Zola, anche Lang e Renoir non fanno vedere l'omicidio del funzionario; ma, come le loro motivazioni, anche il loro modo di non farlo vedere è diverso.
Nel film di Lang, mentre Carl sta uccidendo Owens nello scompartimento con Vicky, si vede solo il treno che corre, la porta chiusa e poi, dopo l'uccisione, il dettaglio del coltello insanguinato che Carl pulisce con il bordo della giacca e una parte del cadavere. Secondo lo studio fatto dal critico cinematografico Simone Villani Lang non ha rinunciato all'inquadratura "proibita", l'ha soltanto sostituita: l'immagine del treno che fende con violenza il buio della notte è la metafora del coltello che penetra nella gola di Owens..
L'omicidio di Vicky:
Lo strangolamento di Vicky è mostrato per intero: è come se la responsabilità di Carl non fosse più occultabile.

### Il finale
Il film di Lang rinuncia alla  conclusione tragica seppur diversa di Zola e Renoir. Si riserva per la possibilità di un finale felice che si potrebbe considerare più sottile e meno enfatico.
L'incubo è passato col giungere della luce.